# Jaterní selhání
Jaterní selhání je stav, při kterém játra přestávají plnit své funkce, dochází k elevaci jaterních testů, poruše srážlivosti a poruchám mozkových funkcí – encefalopatie. Dělení jaterního selhání může být dle vyvolávající příčiny nebo podle rychlosti nástupu. Neléčená terminální fáze jaterního selhání je smrtelná do cca 48hodin. Jedinou léčebnou metodou terminálního jaterního selhání je transplantace jater. Pro prodloužení doby možnosti transplantace "transplantačního okna " je možný bridging náhradou funkce jater (přístroje Prometheus (FPSA – Frakcionovaná Plazmatická Separace a Adsorpce) a MARS (Molecular Adsorbents Recirculation System))
Jaterní selhání rozdělujeme podle rychlosti vzniku na akutní, subakutní a chronické. Extrémní rychlost nástupu má fulminantní jaterní selhání (FHF). Rychlost nástupu příznaků je u akutního do 7-21 dní, subakutního 21 dní až 26 týdnů u chronického pak více než 26 týdnů. Fulminantní (hyperakutní) jaterní selhání nastupuje do 7 dní.
Při těžkém selhání jater dochází ke zhroucení homeostázy a metabolickému rozvratu, dochází k poruchám srážení krve vlivem poklesu tvorby jaterních koagulačních faktorů. Zachována v játrech zůstává jen tvorba faktoru VIII. U chronického a subakutního selhání může v důsledku přestavby jaterního parenchymu a portální hypertenze docházet k rozvoji ascitu, může dojít k rozvoji hepatorenálního syndromu (selhání ledvin v důsledku selhání jater). U závažného selhání jater dochází k významné kumulaci toxických metabolitů (fenolické substance, amoniak) a objevují se poruchy funkce mozku.
V posledních stadiích stav vyústí v jaterní kóma a smrt, ke které dochází nejčastěji v důsledku otoku mozku, nebo sepse.
Akutní jaterní selhání je způsobeno nejčastěji těžce probíhajícím zánětem jater virového původu, otravou hepatotoxickými látkami (nejčastěji houby – Amanita phalloides), závažnými poruchami oběhu, které vyústí v nedostatečné zásobení jater krví a kyslíkem, nebo uzávěry cév, přivádějícími živiny do jater. Zřídka jej může způsobit akutní steatóza jater, tedy hromadění lipidů v jaterních buňkách nebo rozsáhlé nádorové postižení jater, při kterém je zničena většina tkáně.
Chronické jaterní selhání je téměř vždy provázeno cirhózou, jejíž příčiny jsou rozmanité a nejčastější pak nadměrná konzumace alkoholu a chronické virové hepatitidy.
Fulminantní (superakutní) jaterní selhání je nejčastěji způsobeno otravou toxickými houbami, paracetamolem, Wilsonovou chorobou a fulminantní hepatitidou B.

## Důsledky jaterního selhání
Důsledky jaterního selhání pro organismus vyplývají z mnohých funkcí, které játra zastávají. Játra však nejsou jediným orgánem v těle, proto se na důsledcích jejich poruchy podílejí také další orgány, hlavně ledviny.
Játra mají metabolické funkce a jsou ústředním bodem metabolismu sacharidů, lipidů i aminokyselin. Těžké poškození jater proto může vést k hypoglykémii, při zástavě tvorby žluči se zvyšuje také hladina cholesterolu. Narušení metabolismu aminokyselin zvyšuje v krvi poměr mezi aromatickými a větvenými aminokyselinami. Při narušení detoxikační funkce a poruše ureosyntetického cyklu se sníží nebo zastaví tvorba močoviny a v systémové krvi stoupá množství toxického amoniaku.
V játrech jsou syntetizovány plazmatické proteiny – při jejich nedostatku klesá onkotický tlak v cévách a tekutina tak může přestupovat do tkání. Nedostatek koagulačních faktorů způsobuje nadměrnou krvácivost.
Játra nemusí být schopná vychytávat některé látky z krve – zvýšená hladina bilirubinu vede ke žloutence, zvýšená hladina androgenů vede k jejich nadměrné přeměně na estrogeny a dochází k hyperestrogenním stavům, které se projevují u mužů zvětšováním prsních žláz, poruchami potence a atrofií varlat, u žen poruchami menstruačního cyklu a u obou pohlaví vznikem pavoučkových névů. Dalším hormonem, který není dostatečně inaktivován, je aldosteron – důsledkem je zadržování sodíku a vody.
Zástava tvorby žluči (cholestáza) vede ve střevě k narušení trávení tuků. Výsledkem jsou průjmy, steatorea a nedostatečné vstřebávání vitamínů rozpustných v tucích, což dále vede v hypovitaminóze.

### Portální hypertenze
Při zduření hepatocytů či při přestavbě jaterní tkáně a zvýšení množství vaziva se zvýší odpor, jaký játra kladou přitékající krvi. Dochází k portální hypertenzi, tzn. ke zvýšení krevního tlaku ve vrátnicové žíle. V důsledku toho se v řečišti vrátnice městná krev a zároveň se začínají tvořit zkraty, kudy krev může játra obtékat.
Městnání krve v orgánech trávicího ústrojí vede ke zhoršení trávení a vstřebávání. Sliznice je křehčí a náchylnější ke vzniku vředů či krvácení (které podporuje i poruchy srážlivosti krve). Sliznice tlustého střeva se dále stává propustnější pro bakterie a jejich toxiny.
Městnání krve ve slezině vede k jejímu zvětšení a nadměrnému vychytávání červených krvinek a destiček – výsledkem je anémie a další podpora krvácivosti, což vede ještě k větší anémii.
Poruchy krevního oběhu se šíří do celého těla – v krvi převažují vazodilatační hormony, výsledkem je hyperkinetická cirkulace – klidový minutový srdeční výdej je zvýšený, stejně tak srdeční frekvence a dochází k poklesu systémového krevního tlaku. To však dále zhoršuje portální hypertenzi. V kůži, svalech a ledvinách převažuje vazokonstrikce, cévy jsou stažené. Důsledkem vazokonstrikce v ledvinách může být jejich selhání. Hypotenze stimuluje vyplavování aldosteronu a dalšímu zadržování sodíku a vody v těle.

## Příznaky jaterního selhání
Výše popsané změny způsobí typické příznaky jaterního selhání
- žloutenka
- ascites (přítomnost tekutiny v břišní dutině, způsobena nedostatkem bílkovin v krevní plasmě a zvýšeným portálním tlakem)
- otoky
- anémie
- zvýšená krvácivost
- krvácení do trávicího traktu
- jícnové varixy
- selhání ledvin (hepatorenální syndrom)
- jaterní encefalopatie – poruchy funkce CNS
- poruchy metabolismu (hypoglykémie nebo naopak hepatogenní diabetes)
- hormonální poruchy
- zadržování vody a sodíku
- hypokalémie
- metabolická alkalóza
- edém mozku

## Terapie a prognóza
U fulminantního (superakutního) jaterního selhání dochází u většiny netransplantovaných pacientů k úmrtí a jedinou možností léčby je včasná transplantace jater. V některých případech je možné vyléčení, ale závisí na tíži poškození jaterní tkáně a době působení noxy (škodlivého vlivu). Příznivý průběh mohou mít otravy paracetamolem nebo kombinace paracetamolu a alkoholu při včasném podání antidot, dobré výsledky mají i včasně léčené otravy houbami a zřídka fulminantně probíhající žloutenka typu B. Bez transplantace se naopak obvykle neobejde selhání jater při Wilsonově nemoci, akutních uzávěrech cév a většinou žloutenky typu B.
Vždy je nutné zvážit možnost transplantace jater. Pro zařazení na čekací listinu transplantace jater musí pacienti s akutním jaterním selháním splňovat Kings College nebo Clichy criteria (záleží na zvyklostech pracoviště).
U chronického selhání jater v terminální fázi je transplantace jediným léčebným řešením.
Krátkodobě, k prodloužení "transplantačního okna" je možné použití umělého systému, který částečně nahrazuje funkci jater (bioarteficiální játra – Prometheus, MARS).